# Bertrada de Prüm
Bertrada de Prüm, também conhecida como Berta e Bertrada, a Velha (c. 670/85 – após 721) foi uma nobre de origem franca. Ela foi mãe do conde Cariberto de Laon, com quem fundou a Abadia de Prüm. Era bisavó materna do imperador Carlos Magno, através de sua neta, Berta de Laon, também conhecida como Bertrada, a Jovem.

## Família
A origem de Bertrada provavelmente advém de uma família nobre rica da Austrásia.
Especula-se que era filha de Hugoberto, senescal e conde palatino da corte da Dinastia merovíngia e da Santa Irmina de Oren, ou, então, a filha do rei Teodorico III da Nêustria e de sua primeira esposa, Clotilde de Herstal.
Se sua mãe era Irmina, Bertrada provavelmente era descendente de uma das famílias mais poderosas no reino merovíngio, pois, Irmina também é identificada como Santa Primina, filha de Dagoberto I, e irmã de Santa Modesta, ou mesmo filha de Dagoberto II, e irmã de Adela de Pfalzel.
Se fosse filha de Teodorico e Clotilde, os seus avós paternos eram Clóvis II e Batilda. De qualquer forma, Bertrada seria membro da Dinastia merovíngia em ambas as hipóteses de paternidade e ascendência.
Caso fosse filha de Hugoberto, teria tido quatro irmãs: Plectruda, esposa de Pepino de Herstal, Mordomo do palácio, Adela de Pfalzel, primeira abadessa do mosteiro de Pfalzel, Regintruda, esposa de Teodoberto da Baviera, e Irmina, esposa de Charves. Outra possível irmã é Crodelinda, esposa de Vido, abade da Abadia de Santa Wandrille.

## Biografia
Bertrada era casada, mas a identidade de seu marido é desconhecida. Algumas genealogias nomeiam Martinho de Laon como seu marido e pai de Cariberto, mas não há evidências disso. Bertrada e seu marido tiveram cinco filhos.
Uma possibilidade é de que ela era a nora de Irmina, filha de Hugoberto e Irmina de Oren, e de seu marido, Charveus, conde de Laon, irmão do conde Lamberto de Hesbaye.

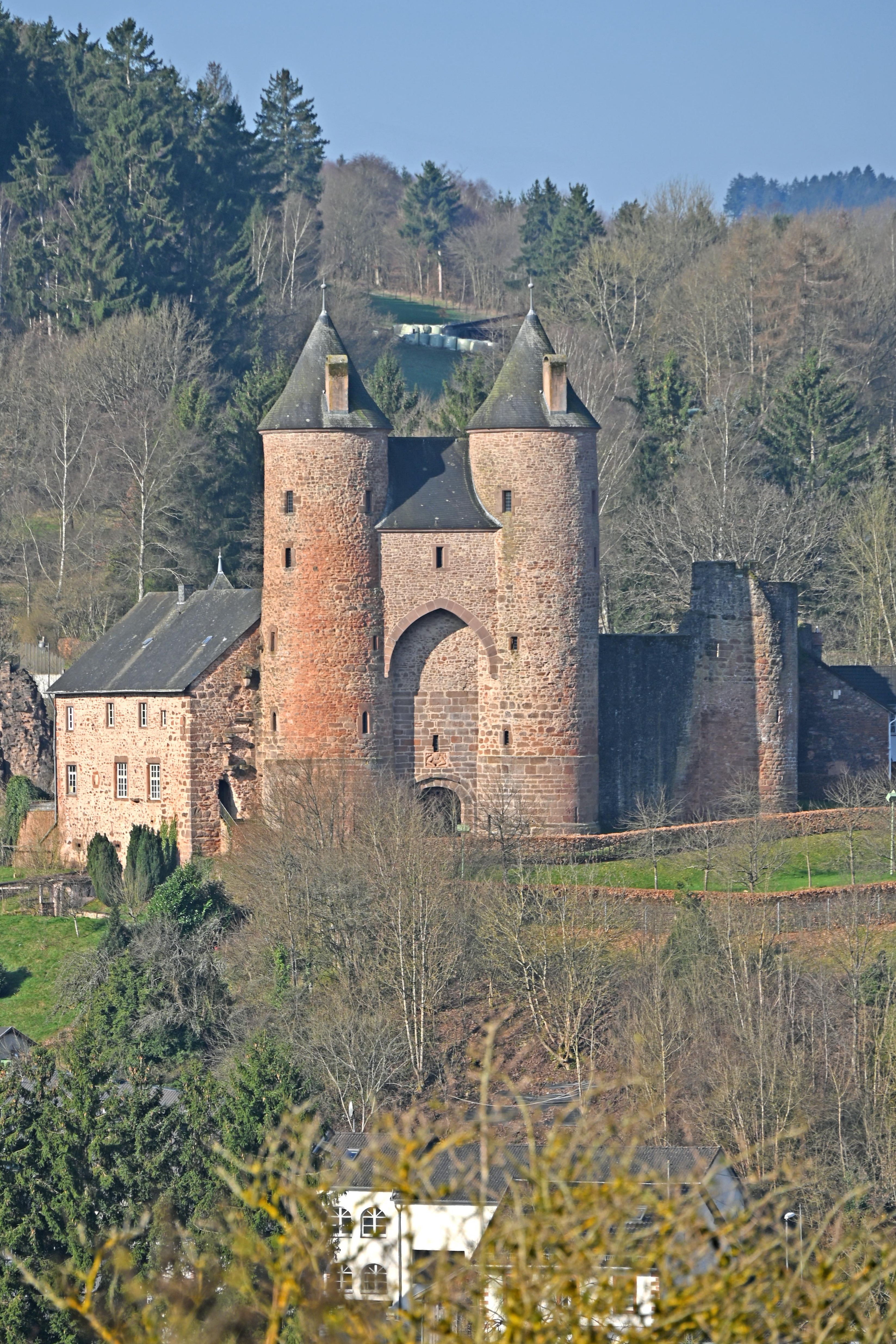
Vista do Castelo de Bertrada na Alemanha.

No ano de 721, Bertrada e o filho, Cariberto, fundaram a Abadia de Prüm. A escritura de fundação de 23 de junho de 721 concluiu o processo de fundação e dotou o mosteiro de bens. A partir de uma transferência de bens de Bertrada, a Velha, para a Abadia de Echternach que foi co-fundada por Irmina de Oren  (hoje em Luxemburgo), em 721, pode-se concluir que os primeiros monges de Prüm vieram de Echternach.
O mosteiro não parece ter durado muito depois da morte do seu fundador, porque em 751 ou 752 foi refundado por Pepino, o Breve e Berta de Laon, como mosteiro-casa dos carolíngios, e, em 762, foi ocupado por monges beneditinos de St. Faron, em Meaux.
O Castelo de Bertrada (em alemão:  Bertradaburg) na vila de Mürlenbach, hoje localizado no estado alemão da Renânia-Palatinado, pode ter sido a residência de Bertrada, a Velha, ou então de sua neta, Berta.
Bertrada morreu depois de 721. Embora algumas fontes deem o seu local de enterro como a Basílica de Saint-Denis, na realidade, é a sua neta, Berta, quem está enterrada lá. O local de enterro de Bertrada é desconhecido.

## Descendência
- Cariberto de Laon, o nome de sua esposa pode ter sido Gisela da Aquitânia,[9] com quem teve Berta (ou Bertrada), esposa de Pepino, o Breve, e mãe do imperador Carlos Magno;
- Heriberto de Laon;
- Veta de Laon (m. após 729), esposa de Cario, com quem fez uma doação para a Abadia de Prüm.[10]
- Hardrado de Laon (m. após 720)
- Rolanda de Laon (710 – 750), casada com um homem de sobrenome Haninai, com quem teve três filhos.[11] Um de seus descendentes é Teodorico I de Autun.